# ألان جارفيس
ألان جارفيس (بالإنجليزية: Alan Jarvis)‏ هو لاعب كرة قدم ومدرب كرة قدم بريطاني، ولد في 4 أغسطس 1943 في ويلز في المملكة المتحدة. لعب مع هال سيتي.

## وصلات خارجية
- ألان جارفيس على موقع قاعدة بيانات كرة القدم.إي يو (الإنجليزية)
- ألان جارفيس على موقع عالم كرة القدم.نت (الإنجليزية)